# Akten der Reichskanzlei
Die Akten der Reichskanzlei sind zwei Serien in Buchform veröffentlichter kommentierter Dokumente der Reichskanzlei und des Reichspräsidialamtes der 20 Kabinette der Weimarer Republik aus der Zeit von 1919 bis 1933 sowie entsprechende Akten aus der Zeit des Nationalsozialismus.
Herausgeber des Werks unter der Gesamtleitung von Karl-Dietrich Erdmann ist die Historische Kommission bei der Bayerischen Akademie der Wissenschaften in Zusammenarbeit mit dem Bundesarchiv Koblenz.
Die Akten der Reichskanzlei gelten als Rückgrat-Serien für die Zeitgeschichtsforschung. Die einzelnen Bände werden von unterschiedlichen Historikern verantwortet. Enthalten sind für jedes Kabinett:
- eine Liste der abgedruckten Dokumente
- Verzeichnis der Mitglieder und der Ministerialbeamten der Reichskanzlei
- Verzeichnis der zitierten Archivalien und Publikationen
- Abkürzungsverzeichnis
- Personenregister
- Sachregister

Nach der Veröffentlichung der ersten Serie Akten der Reichskanzlei – Weimarer Republik in der Mitte der 1970er Jahre, schlug der Initiator Karl Dietrich Erdmann der Historischen Kommission bei der Bayerischen Akademie der Wissenschaften vor, auch die weiteren erhaltenen Bestände der Akten aus den 1930er Jahren, insbesondere also für die Regierung Adolf Hitlers von 1933 bis 1938 – bis dahin fanden Kabinettssitzungen statt – ebenfalls editorisch zu erschließen. Nach einer Konzeption von Karl-Heinz Minuth, der die zwei ersten Teilbände für die Jahre 1933/34 verantwortete, wurde und wird diese historische Aufarbeitung als Kooperation zwischen dem Bundesarchiv und der Historischen Kommission realisiert. Die Leitung der hierfür geschaffenen Abteilung bei der Historischen Kommission übernahm 1976 Konrad Repgen.
1988 wurde das ursprünglich nur bis 1938 geplante Konzept erweitert. Die zweite Serie erschien nun unter dem Titel: Akten der Reichskanzlei – Regierung Hitler 1933–1945. An die Stelle von Konrad Repgen trat 1997 Hans Günter Hockerts als Abteilungsleiter. Friedrich Hartmannsgruber hat seit 1999 sieben weitere Bände vorgelegt, zuletzt 2017 den Band für das Jahr 1941. Erschlossen werden durch die Edition auch in chronologischer Reihenfolge die sogenannten „Führervorträge“ des Chefs der Reichskanzlei Hans Heinrich Lammers bei Reichskanzler Adolf Hitler.
Als neue Mitarbeiter sind 2014 Peter Keller und Hauke Marahrens hinzugetreten, die 2018 den Band für das Jahr 1942, 2020 für das Jahr 1943 und 2022 für die Jahre 1944/45 vorlegten.